# Heriiemhetep
Heriiemhetep war ein im 1. Jahrhundert v. Chr. wohl vorwiegend in Memphis tätiger altägyptischer Bildhauer. Er war der Sohn eines sonst nicht näher bekannten Chaheb. Von seinen Werken hat sich eine, heute im Britischen Museum in London befindliche, signierte Totenstele (Inv.-Nr. 147) erhalten, die er für die Frau des Hohenpriesters des Ptah, Taiiemhetep, anfertigte, die nachweislich im Jahr 42 v. Chr. verstorben ist. Darüber hinaus ist er bisher nicht weiter belegt.